# Stanley Aborah (ur. 1969)
Stanley Aborah (ur. 25 sierpnia 1969) – ghański piłkarz grający na pozycji pomocnika. W swojej karierze rozegrał 15 meczów w reprezentacji Ghany. Jego syn, Stanley również był piłkarzem.

## Kariera klubowa
Swoją karierę piłkarską Aborah rozpoczął w klubie Asante Kotoko, w którym w sezonie 1986 zadebiutował w ghańskiej pierwszej lidze. Grał w nim do końca 1991 roku. Wraz z Asante Kotoko wywalczył sześć tytułów mistrza Ghany w sezonach 1986, 1987, 1988/1989, 1989/1990, 1990/1991 i 1991/1992. Zdobył też Puchar Ghany w 1990.
Latem 1992 Aborah przeszedł do trzecioligowego belgijskiego klubu Royal Cappellen FC. W sezonie 1994/1995 awansował z nim do drugiej ligi. W 1996 odszedł do pierwszoligowego Germinalu Ekeren. Swój debiut w nim zaliczył 3 sierpnia 1996 w przegranym 1:2 domowym meczu z KAA Gent. W Germinalu spędził pół roku.
W 1997 roku Aborah przeszedł do południowokoreańskiego Cheonan Ilhwa Chunma. W połowie 1999 roku odszedł z niego do niemieckiego KFC Uerdingen 05. Następnie w 2000 roku wrócił do Royalu Cappellen FC. Karierę kończył po sezonie 2001/2002 jako gracz amatorskiego belgijskiego ZVK.
| Sezon   | Klub                 | Kraj             | Rozgrywki      | Mecze | Bramki |
| ------- | -------------------- | ---------------- | -------------- | ----- | ------ |
| 1986    | Asante Kotoko SC     | Ghana            | Premier League | ?     | ?      |
| 1987    | Asante Kotoko SC     | Ghana            | Premier League | ?     | ?      |
| 1988/89 | Asante Kotoko SC     | Ghana            | Premier League | ?     | ?      |
| 1989/90 | Asante Kotoko SC     | Ghana            | Premier League | ?     | ?      |
| 1990/91 | Asante Kotoko SC     | Ghana            | Premier League | ?     | ?      |
| 1991/92 | Asante Kotoko SC     | Ghana            | Premier League | ?     | ?      |
| 1991/92 | Royal Cappellen FC   | Belgia           | Derde klasse   | ?     | ?      |
| 1992/93 | Royal Cappellen FC   | Belgia           | Derde klasse   | 18    | 0      |
| 1993/94 | Royal Cappellen FC   | Belgia           | Derde klasse   | 24    | 0      |
| 1994/95 | Royal Cappellen FC   | Belgia           | Derde klasse   | 30    | 4      |
| 1995/96 | Royal Cappellen FC   | Belgia           | Tweede klasse  | 33    | 1      |
| 1996/97 | Germinal Ekeren      | Belgia           | Eerste klasse  | 13    | 0      |
| 1997    | Cheonan Ilhwa Chunma | Korea Południowa | K League 1     | 15    | 0      |
| 1998    | Cheonan Ilhwa Chunma | Korea Południowa | K League 1     | 21    | 2      |
| 1999    | Cheonan Ilhwa Chunma | Korea Południowa | K League 1     | 0     | 0      |
| 1999/00 | KFC Uerdingen 05     | Niemcy           | Regionalliga   | 1     | 0      |
| 1999/00 | Royal Cappellen FC   | Belgia           | Tweede klasse  | 19    | 0      |
| 1995/96 | Royal Cappellen FC   | Belgia           | Derde klasse   | 21    | 0      |

## Kariera reprezentacyjna
W reprezentacji Ghany Aborah zadebiutował 1 września 1990 w wygranym 1:0 meczu kwalifikacji do Pucharu Narodów Afryki 1992 z Nigerią, rozegranym w Kumasi. W 1992 roku został powołany do kadry na Puchar Narodów Afryki 1992. Zagrał w nim w czterech meczach: grupowym z Egiptem (1:0), ćwierćfinałowym z Kongiem (2:1), półfinałowym z Nigerią (2:1) i w finale z Wybrzeżem Kości Słoniowej (0:0, k.10:11). Z Ghaną wywalczył wicemistrzostwo Afryki. Od 1990 do 1997 wystąpił w kadrze narodowej 15 razy.